# Alfred von Böckmann
Alfred Hans Emil Friedrich von Böckmann (Potsdam, 22. rujna 1859. -  Bad Wildungen, 18. studenog 1921.) je bio njemački general i vojni zapovjednik. Tijekom Prvog svjetskog rata bio je načelnik stožera 8. armije i Armije Njemen, te je zapovijedao s više korpusa na Zapadnom bojištu. 

## Vojna karijera
Alfred von Böckmann je rođen 22. rujna 1859. u Potsdamu. Nakon stupanja u prusku vojsku, Böckmann je čin poručnika dostigao 1880. godine, dok u travnju 1907. postaje načelnikom stožera XIV. korpusa smještenog u Karlsruheu. U ožujku 1911. Böckmann dobiva zapovjedništvo nad pukovnijom smještenom u Schwerinu, dok u studenom 1912. postaje zapovjednikom 75. pješačke brigade koja je imala sjedište u Allensteinu.

## Prvi svjetski rat
Na početku Prvog svjetskog rata 75. pješačka brigada nalazila se u sastavu 37. pješačke divizije koja je na Istočnom bojištu bila u sastavu 8. armije. Zapovijedajući 75. pješačkom brigadom Böckmann sudjeluje u velikoj njemačkoj pobjedi u Bitci kod Tannenberga. Nakon mjesec i pol dana zapovijedanja 75. brigadom Böckmann sredinom rujna 1914. dobiva novo zapovjedništvo i to 41. pješačke divizije kojom zapovijeda dva mjeseca.
Nakon što je u studenom 1914. zapovjednikom 8. armije postao Otto von Below, Böckmann postaje načelnikom stožera navedene armije s kojom sudjeluje u Drugoj bitci na Mazurskim jezerima. Formiranjem Armije Njemen od jedinica 8. armije, u svibnju 1915. Böckmann postaje njezinim načelnikom stožera. Kada je Otto von Below premješten na Solunsko bojište, te postao zapovjednikom Grupe armija Below, Böckmann postaje načelnikom stožera navedene grupe armija. Načelnikom stožera grupe armija ostaje i kada je zapovjedništvo nad istom od Belowa preuzeo Friedrich von Scholtz.
U kolovozu 1917. Böckmann postaje zapovjednikom III. pričuvnog korpusa kojim zapovijeda do rujna kada dobiva zapovjedništvo nad XIV. korpusom. Böckmann niti XIV. korpusom ne zapovijeda predugo jer već u studenom 1917. postaje zapovjednikom prestižnog Gardijskog korpusa. Gardijskim korpusom zapovijeda do kolovoza 1918. kada preuzima zapovjedništvo nad III. korpusom kojim zapovijeda sve do kraja rata.

## Poslije rata
Nakon završetka rata Böckamnn se umirovio. Preminuo je 18. studenog 1921. godine u 62. godini života u Bad Wildungenu.  

## Vanjske poveznice
(eng.) Alfred von Böckmann na stranici Prussianmachine.com

(njem.) Alfred von Böckmann na stranici Deutschland14-18.de  Arhivirana inačica izvorne stranice od 4. lipnja 2015. (Wayback Machine)